# Kyneton
Kyneton – miasto w Australii, w stanie Wiktoria.